# What the Dormouse Said
What the Dormouse Said: How the Sixties Counterculture Shaped the Personal Computer Industry, é um livro de não-ficção de 2005 de John Markoff. O livro detalha a história do computador pessoal, vinculando estreitamente as ideologias da comunidade de pesquisa em defesa da Segunda Guerra Mundial, impulsionada pela colaboração, às cooperativas embrionárias e ao uso psicodélico da contracultura americana da década de 1960.
O livro segue a história cronologicamente, começando com a descrição de Vannevar Bush de sua inspirada máquina de memex em seu artigo de 1945 "As We May Think". Markoff descreve muitas das pessoas e organizações que ajudaram a desenvolver a ideologia e a tecnologia do computador como a conhecemos hoje, incluindo Doug Engelbart, Xerox PARC, Apple Computer e Microsoft Windows.
Markoff defende uma conexão direta entre a contracultura do final dos anos 1950 e 1960 (usando exemplos como Kepler's Books em Menlo Park, Califórnia) e o desenvolvimento da indústria de computadores. O livro também discute a divisão inicial entre a ideia de computação comercial e de suprimento gratuito.
A parte principal do título, "What the Dormouse Said", é uma referência a uma linha no final da canção de Jefferson Airplane, de 1967, "White Rabbit": "Lembre-se do que o dormitório disse: alimente sua cabeça". que é em si uma referência às aventuras de Alice no País das Maravilhas, de Lewis Carroll.